# Международная ассоциация квиддича
Международная ассоциация квиддича (англ. International Quidditch Association, сокращённо IQA, в русской транслитерации — ИКА) — является руководящим органом для спорта по квиддичу. Он был основан как Межвузовская ассоциация по квиддичу (англ. Intercollegiate Quidditch Association, IQA) в 2009 году, в год самого первого межуниверситетского матча по квиддичу. В 2010 году МАК получила своё нынешнее название, а в 2016 году стала Конгрессом в качестве международной спортивной федерации. На сегодняшний день у них есть больше национальных ассоциаций, управляющих квиддичем в своих странах.
МАК была основана в кампусе колледжа Муддлбери, штат Вермонт; Международная ассоциация по квиддичу, затем Межвузовская ассоциация по квиддичу, является результатом чрезвычайно популярных турниров на кампусе. Ассоциация отвечает за организацию крупнейших в мире турниров и мероприятий по квиддичу, в частности, Глобальные игры МАК (англ. IQA Global Games), а также за установление международных правил и распространение по всему миру.

## Управление
МАК имеет три уровня управления, наиболее мощным из которых является Конгресс, в котором каждая лига-член имеет свой собственный голос.

### Совет попечителей
На данный момент Попечительский совет не был создан. МАК работает над поиском членов совета. Совет будет состоять из трех-семи человек, ответственных за надзор за долгосрочным руководством МАК. Правление назначает исполнительного директора, в функции которого будет входить надзор и управление повседневной деятельностью организации.

#### Исполнительный персонал

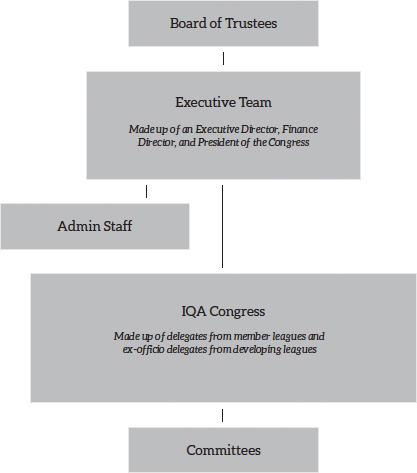
Организационная структура МАК.

По состоянию на сентябрь 2016 года исполнительный состав состоит из назначенного временного исполнительного директора Николь Хаммер и избранного президента Конгресса Брайана Галлауэя.

#### Исполнительный директор
Сродни генеральному директору, исполнительный директор является лидером организации и отвечает за многие решения о найме и надзоре за повседневной деятельностью организации. Николь Хаммер была выбрана временным исполнительным директором после Харрисона Гомеля. Ребекка Элли является действующим исполнительным директором.

#### Финансовый директор
Финансовый директор отвечает за финансы организации, а именно членские взносы из лиг членов и возможную заработную плату персонала.

#### Президент
Президент Конгресса является назначенным делегатом из Конгресса (который должен немедленно уйти в отставку с должности делегата в Конгрессе), чья работа заключается в том, чтобы председательствовать на заседаниях Конгресса, определять повестку дня и содействовать обсуждениям в рамках Конгресса. Конгресс принял участие в избрании Брайана Галлауэя на пост президента.

### Конгресс
Конгресс состоит из делегатов квалифицированных членов лиг. Каждому делегату предлагается один голос, но имеющие право голоса делегаты должны голосовать таким же способом как и участники лиги. Число делегатов, которые получает членская лига, основано на Метрике, алгоритме, сравнивающем население лиг участников относительно команды.
Встречи проводятся два раза в год, но дополнительные встречи могут проводиться по требованию исполнительной команды или конгресса. Конгресс также имеет возможность создавать комитеты, которые по сути являются основой всех разработок МАК.

#### Метрика
Метрика — это алгоритм, использующий индекс развития квиддича (или ИРК). ИРК рассчитывается с использованием двух цифр: команд и ОЧН (общая численность населения), представляющих собой общее количество команд в регионе и соотношение команд к населению соответственно. ИРК — это число от 0 до 1, где 0 — нет команд, а 1 — максимальное текущее развитие лиги с точки зрения плотности команд.
ИРК = 0,2*КОМАНДЫ% + 0,8*ОЧН%
где:
- КОМАНДЫ% рассчитывается из КОМАНД как пропорция относительно наибольшего количества команд в любой Лиге. Максимально возможное значение КОМАНД равно 1.

- ОЧН% рассчитывается по ОЧН как пропорция относительно наибольшего значения ОЧН среди всех членов Лиги. Максимально возможное значение ОЧН равно 1.

Классификация данной лиги в качестве лиги-члена, развивающейся лиги или развивающейся области выглядит следующим образом:
- Лиги, чей ИРК превышает 0,01, являются лигами-членами и будут представлены числом делегатов, пропорциональным их значению ИРК:

- ИРК < 0,33: один (1) делегат

- 0,33 < ИРК < 0,66: два (2) делегата

- ИРК > 0,66: три (3) делегата

- Лиги, чей счет КОМАНД равен 1 или чей ИРК ниже 0,01, являются развивающимися лигами: они не имеют права голоса, но будут иметь одного (1) представителя в Конгрессе для представления своей лиги. Это значение (0,01) называется порогом развития и может быть скорректировано в будущем ИРК.

- Районы с более чем нулевым составом команд, но у которых нет руководящего органа или которые не имеют доказательств регулярной соревновательной игры, являются новыми областями.

#### Комитет
Комитеты создаются из Конгресса для решения определенных задач в рамках МАК. Постоянный комитет может быть сформирован для любых долгосрочных разработок. Сами делегаты могут быть вовлечены в работу определенных комитетов и зачастую являются их участниками.

### Административный персонал
Административный персонал — это персонал, нанятый исполнительным персоналом для поддержки исполнительной команды.

## Члены

Члены МАК:
полноправные члены
развивающиеся НРО
появляющиеся области

### Полноправные члены
Член, являющийся национальным руководящим органом (НРО) этого региона / территории, представляет активность  квиддича в региона на уровне МАК. Каждый НРО принимает от одного до трех делегатов, каждый из которых получает по одному голосу, но все делегаты от конкретного НРО должны голосовать как блок. Количество делегатов, которым предоставлен НРО, пропорционально его ИРК. НРО также должны предлагать ежегодный турнир чемпионата.
По состоянию 2017 год членами НРО являются:
- Квиддич Aвстралия
- Квиддич Австрия
- Американский квиддич (англ. US Quidditch)
- Аргентинская ассоциация квиддичa (AAQ, исп. Asociación Argentina de Quidditch)
- Федерация бельгийского квиддича (фр. Fédération Belge de Quidditch, нидерл. Belgische Zwerkbalbond)
- Квиддич Великобритания (англ. QuidditchUK)
- Ассоциация испанского квиддича (исп. Asociación Quidditch España)
- Итальянская ассоциация квиддичa (итал. Associazione Italiana Quidditch)
- Канадский альянс по квиддичу (англ. Canadian Quidditch Alliance)
- Каталонская ассоциация квиддичa (кат. Associació de Quidditch de Catalunya)
- Квиддич Мексика
- Федерация немецкого квиддича (нем. Deutscher Quidditchbund)
- Квиддич Нидерланды
- Норвежская ассоциация квиддичa (норв. Norges Rumpeldunkforbund)
- Польская лига квиддича (пол. Polska Liga Quidditcha)
- Ассоциация по квиддичу в Турции (тур. Quidditch Derneği)
- Французская федерация квиддича (фр. Fédération du Quidditch Français)

### Развивающиеся НРО
Развивающиеся НРО имеют две команды и более, имеют ИРК ниже порогового значения, установленного ИРК и имеют право на независимый голос на Конгрессе МАК, но не могут голосовать. Развивающиеся НРО должны иметь доказательства регулярного участия в соревновании.
По состоянию на 2017 год развивающимися НРО являются:
- Бразильская ассоциация квиддича (порт. Associação Brasileira de Quadribol)
- Квиддич Ирландия
- Перуанская федерация спорта по квиддичу (исп. Federación Deportiva Peruana de Quidditch)
- Словацкая ассоциация квиддича (словац. Slovenská Metlobalová Asociácia)
- Квиддич Уганда
- Чешская ассоциация квиддича
- Швейцарская Ассоциация Квиддича (нем. Schweizerischer Quidditchverband, фр. Association Suisse de Quidditch, итал. Associazione Svizzera di Quidditch)
- Федерация шведского квиддича (швед. Svenska Quidditchförbundet)

### Развивающиеся области
Развивающиеся области имеют больше нуля команд, но могут не иметь руководящего органа или доказательств регулярного участия в соревновании. Развивающиеся области представлены в Конгрессе МАК через штат расширения МАК; они не имеют своих представителей.
По состоянию на 2017 год появляются следующие области:
- Ассоциация квиддича Вьетнам
- Гонконгская ассоциация квиддича
- Датская ассоциация квиддича (дат. Dansk Quidditchforbund)
- Израиль
- Индия
- Индонезия
- Ассоциация квиддича Исландии (исл. Quidditchsamband Íslands)
- Квиддич Корея
- Квиддич Малайзия
- Ассоциация квиддича Новой Зеландии
- Португалия
- Квиддич Словения
- Квиддич Финляндия
- Ассоциация Чилийского квиддича (исп. Asociación Chilena de Quidditch)

### Другие лиги
Некоторые лиги еще не могут быть зарегистрированы в МАК. Неполный список этих лиг включает в себя:
- Венгрия
- Ассоциация Китайского квиддича (кит. 中国魁地奇协会 Zhōngguó Kuídeqí Xiéhuì)
- Квиддич Колумбия
- Люксембург
- Россия
- Филиппинская ассоциация квиддича

### Континентальные комитеты
В рамках МАК могут существовать группы НРО, которые работают вместе, чтобы сформировать комитет, занимающийся продвижением спорта в регионе. Единственный действующий комитет — это Европейский комитет по квиддичу (или Квиддич Европа). Он состоит из двух представителей от всех НРО в Европе, даже тех, которые не имеют полного представительства на уровне МАК. Квиддич Европа отвечает за ежегодный турнир Кубок Европы по квиддичу в котором принимают участие лучшие команды по всему континенту. А также Европейские игры, где национальные команды Европы собираются вместе для соревнований, которые проводятся раз в два года.

## Турниры

### Чемпионат мира по МАК
Кубок мира — это турнир МАК для национальных команд. Каждая, играющая в квиддич нация, имеет шанс выступить на мировом уровне в этом турнире. Последняя итерация состоялась в Бёрнаби (Британская Колумбия), Канада, в июле 2014 года, где США заняли первое место, а Австралия — второе. Кубок, который принимал Американский Квиддич, привлек ограниченное присутствие средств массовой информации и зарегистрировал небольшое количество зрителей. Результаты были в указанном порядке: США, Австралия, Канада, Великобритания, Мексика, Франция, Бельгия.
Первоначальный чемпионат мира назывался «Летние игры», чтобы соответствовать Олимпийским играм, которые проходили в Лондоне, Великобритания, и «Глобальным играм». В июле 2012 года пять национальных команд со всего мира приняли участие в этом первом международном турнире МАК, который состоялся в Университете Паркс, Оксфорд, Англия. Пять команд прибыли из США, Канады, Франции, Великобритании и Австралии.

### Европейские игры
Европейские игры — это региональный турнир, который проводится каждый год  вместе с Кубком мира. Первые игры состоялись в Сартеано, Италия в июле 2015 года, в которых участвовали 12 стран и Франция стала победителем в игре против Великобритании.